# Siège de comté
 (mars 2021).
Si vous disposez d'ouvrages ou d'articles de référence ou si vous connaissez des sites web de qualité traitant du thème abordé ici, merci de compléter l'article en donnant les références utiles à sa vérifiabilité et en les liant à la section « Notes et références ».
Pour les articles homonymes, voir siège.

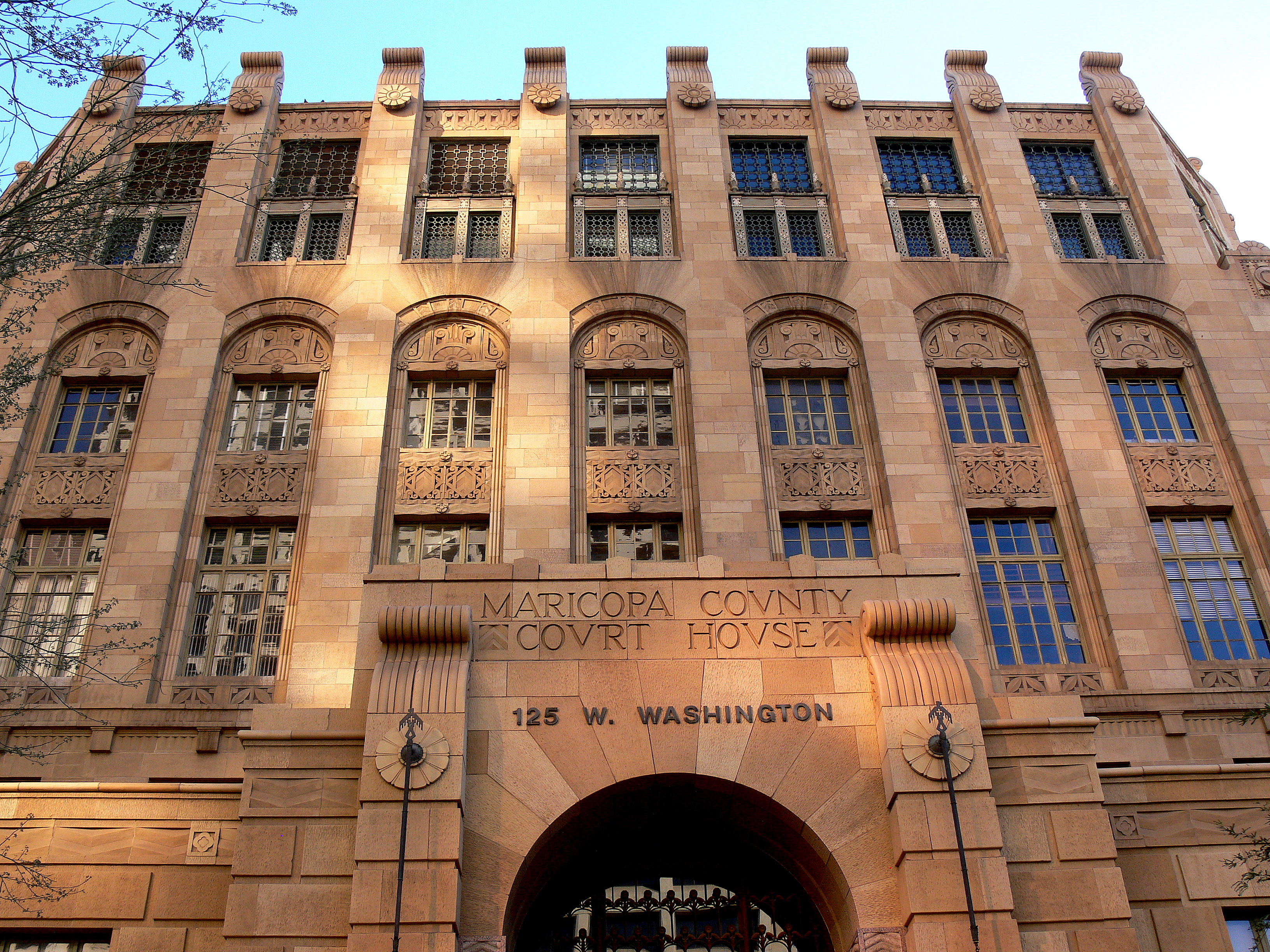
siège de comté de Maricopa

Un siège de comté (en anglais : county seat, terme principalement utilisé aux États-Unis) est la ville qui constitue le centre administratif d'un comté. Dans le nord-est des États-Unis, la dénomination légale est souvent shire town, mais conventionnellement on utilise plutôt le terme de county seat. Certaines des provinces maritimes du Canada emploient également la dénomination de shire town. En Angleterre, au pays de Galles et en Irlande, on utilise le terme county town.

## Notion de comté
Les comtés des États-Unis, tout comme ceux d'Angleterre et du Canada, fonctionnent comme divisions administratives d'un État et n'ont aucune juridiction souveraine propre. Les comtés représentent un élément décentralisé de l'autorité et ont pour rôle d'appliquer au niveau local la loi de l'État ou de la province. Dans beaucoup d'États des États-Unis, l'autorité de ceux-ci est encore décentralisée à travers une division des comtés en townships (cantons). Ces derniers fournissent au niveau local les services gouvernementaux pour les résidents du comté qui ne vivent ni dans les villes ni dans des villes incorporées.
Un siège du comté est habituellement, mais pas toujours, une municipalité incorporée. Les exceptions incluent, entre autres, les sièges des comtés qui n'ont aucune municipalité incorporée dans leurs frontières, tels que le comté d'Arlington, en Virginie, et les comtés de Baltimore et de Howard dans le Maryland (Ellicott City, siège du comté de Howard, est le plus grand siège de comté non incorporé des États-Unis, suivi de Towson, le siège du comté de Baltimore). L'administration et le tribunal du comté sont habituellement situés dans le siège, mais quelques fonctions peuvent également être conduites dans d'autres parties du comté, particulièrement s'il est géographiquement vaste.

## Nombre de sièges du comté
La plupart des comtés ne possèdent qu'un seul siège. Cependant, quelques comtés en Alabama, Arkansas, Iowa, Kentucky, Massachusetts, Mississippi, New Hampshire, New York et au Vermont possèdent deux sièges, voire plus, typiquement opposés géographiquement. Le comté de Harrison, dans le Mississippi, en est un exemple : il compte comme sièges les villes de Biloxi et Gulfport.
La mise en place de sièges de comté multiples date du temps où les déplacements étaient longs et difficiles. Depuis, peu d'efforts ont été faits pour éliminer cette multiplicité, ce statut étant devenu une source de fierté pour les villes concernées.
Le Vermont possède des shire towns, mais aucun gouvernement de comté à proprement parler, celui-ci consistant seulement en une cour supérieure et un shérif (en tant qu'officier de la cour). Le Massachusetts a supprimé un certain nombre de ses comtés et c'est maintenant l'État (le Commonwealth du Massachusetts) qui gère dans ces régions les registres des chartes et les bureaux du shérif.
Deux comtés du Dakota du Sud - Shannon et Todd - ont chacun leurs services gouvernementaux basés dans un comté voisin, services respectivement fournis par les comtés de Fall River et Tripp.
Les comtés du Connecticut et de Rhode Island n'ont pas le statut de subdivision administrative et ne possèdent donc pas de siège de comté, leur rôle est ainsi purement géographique.

## Cas des villes indépendantes
En Virginie, il y a 39 villes indépendantes (depuis 2001), qui sont légalement distinctes des comtés qui les entourent. Une ville indépendante interagit directement avec le gouvernement du Commonwealth  tandis que la ville, seul autre type d'autorité gouvernementale municipale en Virginie, fait de même à travers le système de gouvernement du comté. Dans plusieurs des comtés de Virginie, les bureaux du gouvernement du comté sont situés dans les villes indépendantes des comtés voisins. En outre, pour des traitements statistiques, quelques villes indépendantes sont considérées comme faisant partie du comté duquel elles sont séparées. Par exemple, la ville de Fairfax est séparée du comté de Fairfax, les bureaux du comté se trouvant dans la ville, celle-ci était statistiquement incluse dans le comté de Fairfax. 
De même, la ville de Baltimore, dans le Maryland, est également une ville indépendante, et tout comme Fairfax, entourée de trois côtés par un comté du même nom. Cependant, à la différence de Fairfax, la ville de Baltimore, officiellement nommée Baltimore City, n'est pas reliée politiquement ou statistiquement avec le comté de Baltimore.
Outre la ville de Baltimore et les villes indépendantes de Virginie, il y a seulement deux autres villes indépendantes aux États-Unis : Saint-Louis dans le Missouri, et Carson City dans le Nevada.
Comme en Virginie, la province canadienne de l'Ontario possède 17 municipalités séparées, qui sont des municipalités qui interagissent directement avec la province sans un comté intermédiaire. Bien qu'administrativement et légalement séparées du comté, plusieurs de ces villes servent toujours de siège au comté qui les entoure.
L'Ontario a également plusieurs municipalités de premier rang, dont beaucoup servent de gouvernement simple du comté sans gouvernements municipaux inférieurs ou supérieurs. Dans cette situation, le comté est le gouvernement local effectif dans ces régions, avec une communauté du comté assignée au siège, bien qu'elle n'ait aucun gouvernement municipal propre.